# Mallota ussuriensis
Mallota ussuriensis är en tvåvingeart som beskrevs av Mutin 1999. Mallota ussuriensis ingår i släktet hålblomflugor, och familjen blomflugor. Inga underarter finns listade i Catalogue of Life.